# مارسل هافرات
مارسل هافرات (انگلیسی: Marcel Hofrath؛ زادهٔ ۲۱ مارس ۱۹۹۳) بازیکن فوتبال اهل آلمان است.
از باشگاه‌هایی که در آن بازی کرده‌است می‌توان به باشگاه فوتبال یان رگنسبورگ، باشگاه فوتبال کمنیتس، و باشگاه فوتبال فورتونا دوسلدورف اشاره کرد.